# Костёл Святого Николая (Вильнюс)
Костёл Свято́го Никола́я (костёл Святого Микалоюса, Švento Mikalojaus bažnyčia, kościół Świętego Mikołaja) — римско-католический приходской костёл Вильнюсского деканата; одно из самых древних готических строений в Вильнюсе, древнейший костёл в городе и самый древний из сохранившихся католических храмов в Литве, памятник истории и архитектуры, традиционный центр литовской религиозной и общественной жизни до Второй мировой войны. Комплекс костёла и ограды включён в Регистр культурных ценностей Литовской Республики (код 749), охраняется государством как объект национального значения. Располагается в Старом городе на улице Швянто Микалояус 4 (Šv. Mikalojaus g. 4). Службы на литовском языке.

## История

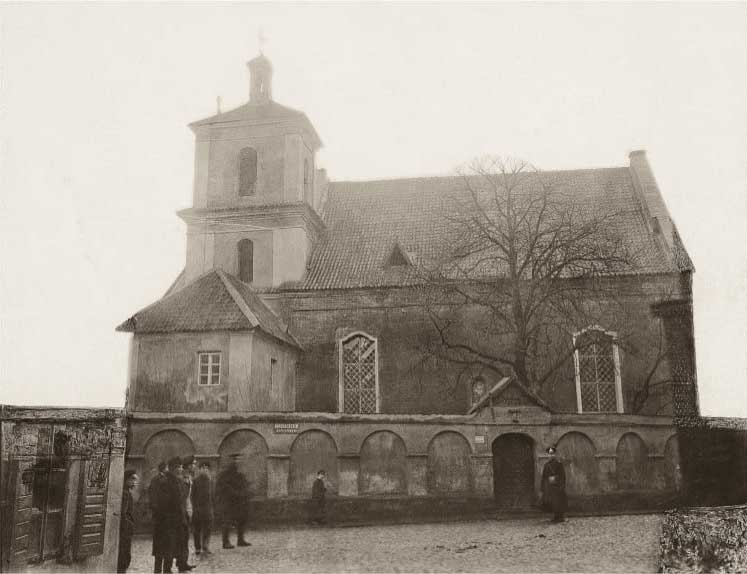
Костёл Святого Николая в начале XX века

Основан ещё до принятия Литвой католичества (1387), как принято считать, в правление князя Гедимина для иноземных купцов и ремесленников. Каменный храм был построен в 1382—1387 годах. О времени возведения свидетельствуют архаичные архитектурные формы ранней готики. Помимо того, церковь упоминалась в документах 1387—1397 годов.
Храм несколько раз реконструировался и восстанавливался. Сохранился акт освящения храма в 1514 году. Около 1525 года были возведены новые сетчатые своды. Простая и ясная композиция костёла оказала влияние на архитектуру более поздних готических храмов Литвы.
При восстановлении после пожара 1749 года около 1750 года и позднее были внесены значительные изменения в архитектурном облике здания: пристроены хоры в стиле рококо, увеличены боковые окна.
В 1812 году французские солдаты нанесли костёлу значительный ущерб. Позднее, в первой половине XIX века, была пристроена башня-колокольня с чертами классицизма, храм был обнесён каменной оградой. В 1972 году костёл реставрировался по проекту архитектора Йонаса Зиболиса.
С 1901 года в костёле ведутся богослужения на литовском языке. В период между Первой и Второй мировыми войнами храм был единственным, где службы и проповеди звучали на литовском языке. Костёл был своего рода центром литовской культуры. В зале во дворе проводились собрания, лекции, ставились спектакли, устраивались детские рождественские вечера. Здесь служили выдающиеся деятели религиозной, церковной, культурной жизни Литвы ксендзы Юозапас Кукта (1901—1906), Антанас Вискантас (1906—1909), Юргис Янушявичюс (1909—1911), Пятрас Крауялис (1911—1912), (1912—1924), Криступас Чибирас (1924—1942), Чесловас Кривайтис (1950—1961), Казимерас Василяускас (1997—2001) и другие.
С 1919 по 1938 год здесь служил известный деятель белорусского движения, литературовед, публицист и издатель ксёндз Адам Станкевич.

## Архитектура
Сравнительно небольшой безбашенный костёл с массивными стенами построен из красного кирпича. Храм почти квадратный в плане (13,0 на 15,75 м), трёхнефный, зального типа, с короткой трёхгранной апсидой и с диагональными контрфорсами на углах.
Характерные черты стиля готики сочетаются с элементами романского стиля (полукруглые арки). Скромный портал декорирован двумя рядами профилированных кирпичей. Плоскость треугольного фронтона украшают три группы ниш разной высоты, оживляющие фасад своей ритмикой и игрой света и тени. В стенах апсиды устроены узкие ниши. При реконструкции после пожара 1749 года на главном фасаде появились элементы стиля барокко (изогнутая перемычка центрального окна).
Во дворе в 1957 году была установлена статуя покровителя Вильнюса святого Христофора (и небесного патрона погибшего при бомбардировке города ксендза Криступаса Чибираса) с младенцем на руках и текстом на постаменте на литовском языке «Святой Христофор, опекай наш город!», созданная по просьбе прелата Чесловаса Кривайтиса скульптором Антанасом Кмеляускасом (за что он был исключён из членов Союза художников Литвы).

## Интерьер

Статуя святого Христофора

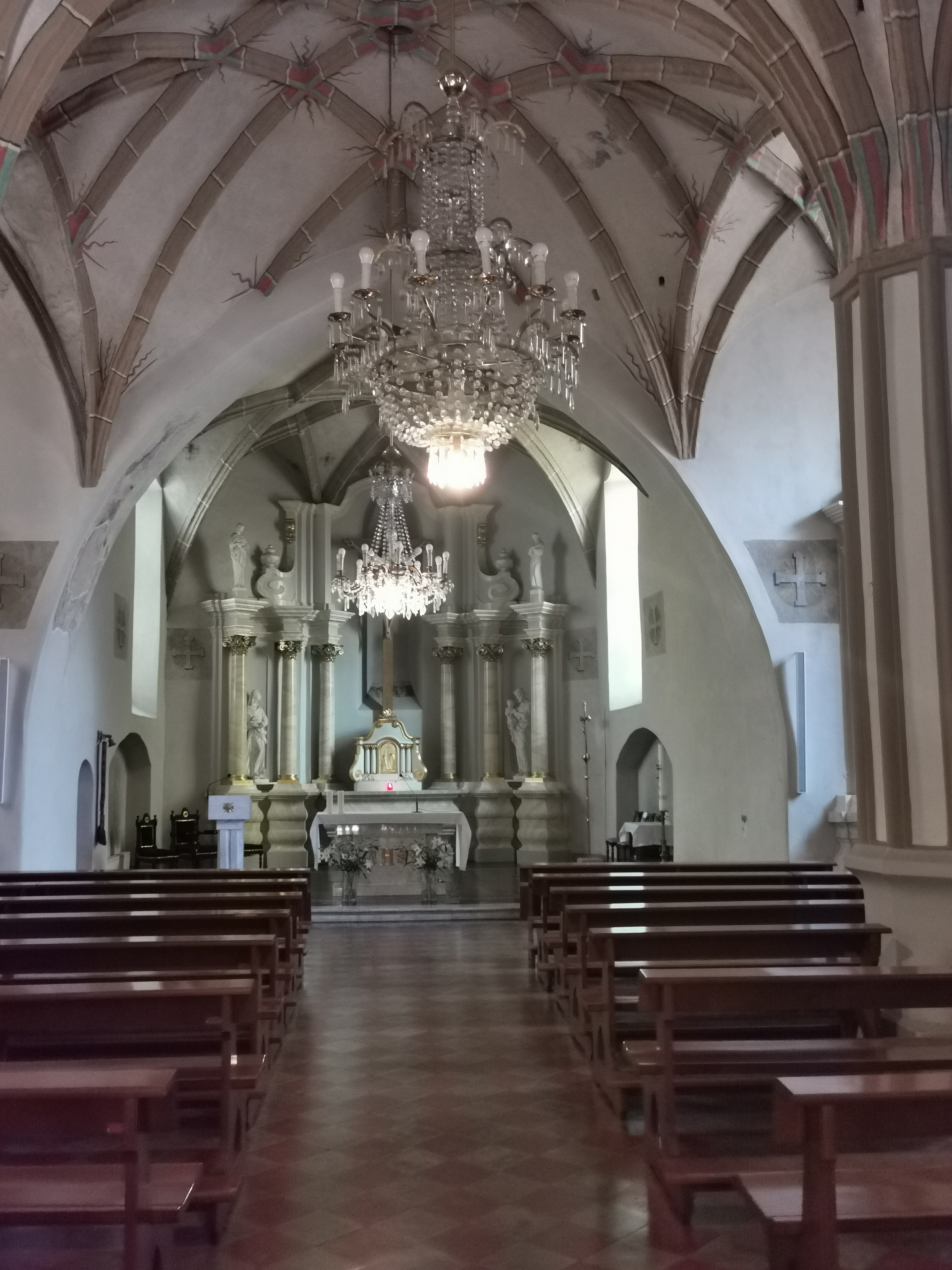
Интерьер храма

С суровым внешним обликом контрастирует нарядный интерьер храма. Сетчатые нервюрные своды поддерживают две пары изящных восьмигранных пилонов с гранями, сложенными из фасонных кирпичей. Пресбитерий от нефов (одинаковой высоты) отделяет килевидная арка.
В костёле три алтаря. В главном алтаре крест и четыре статуи Святого Христофора, Святой Тересы, Святой Клары и Святого Иосифа с Младенцем между колоннами работы скульптора Рафала Яхимовича. В левом алтаре образ Святого Николая со статуями Святого Казимира и Святого Георгия между колоннами. В правом алтаре барельеф Скобящей Божией Матери.
В 1930 году стараниями виленских литовцев в костёле был установлен монумент, посвященный 500-летию со дня смерти великого князя литовского Витовта Великого, созданный Рафалом Яхимовичем из бронзы и мрамора. В 1936 году памятник был окружён изгородью с двумя мечами, символизирующие те, что были принесены крестоносцами Ягайле перед Грюнвальдской битвой.
После Второй мировой войны в храме была открыта мемориальная плита в память настоятеля костёла в 1924—1942 годах Криступаса Чибираса. В средней нише справа стоит скульптура Святого Антония.